# Calliptamus italicus
Calliptamus italicus är en insektsart som först beskrevs av Carl von Linné 1758.  Calliptamus italicus ingår i släktet Calliptamus och familjen gräshoppor.

## Underarter
Arten delas in i följande underarter:
- C. i. italicus
- C. i. albotibialis

## Bildgalleri

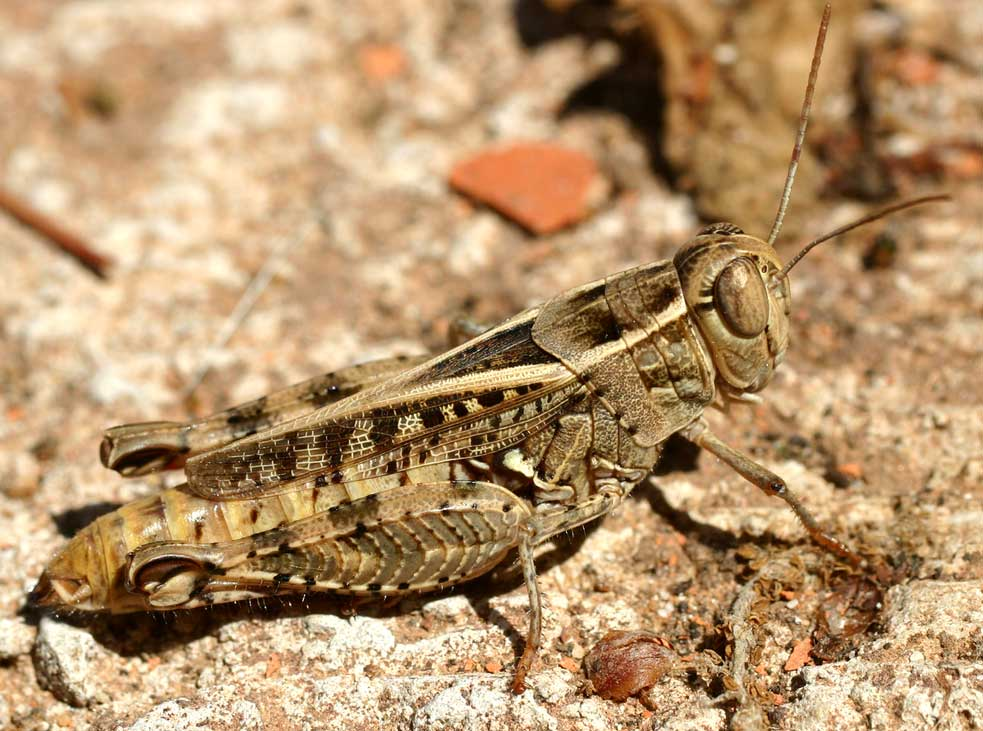
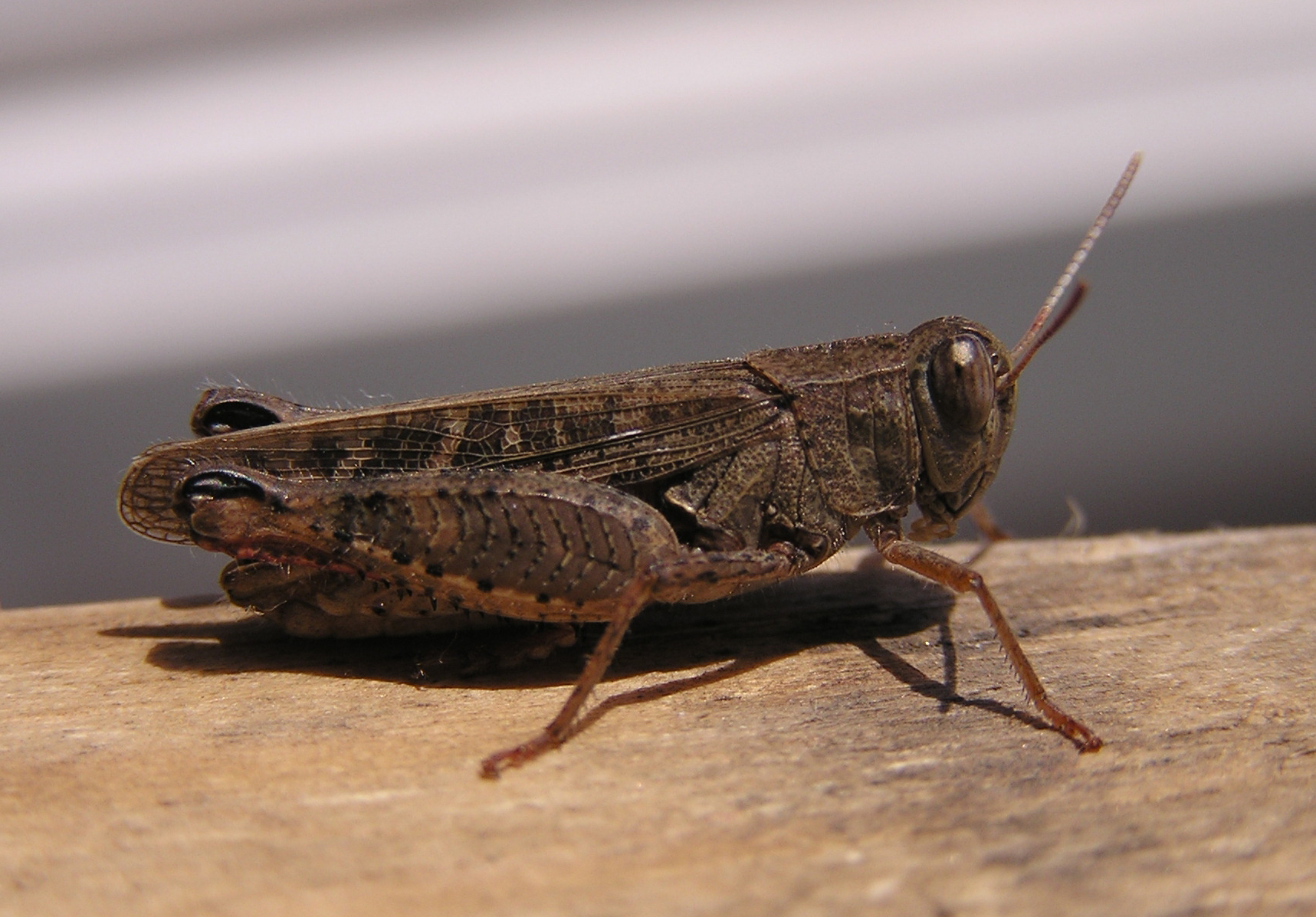
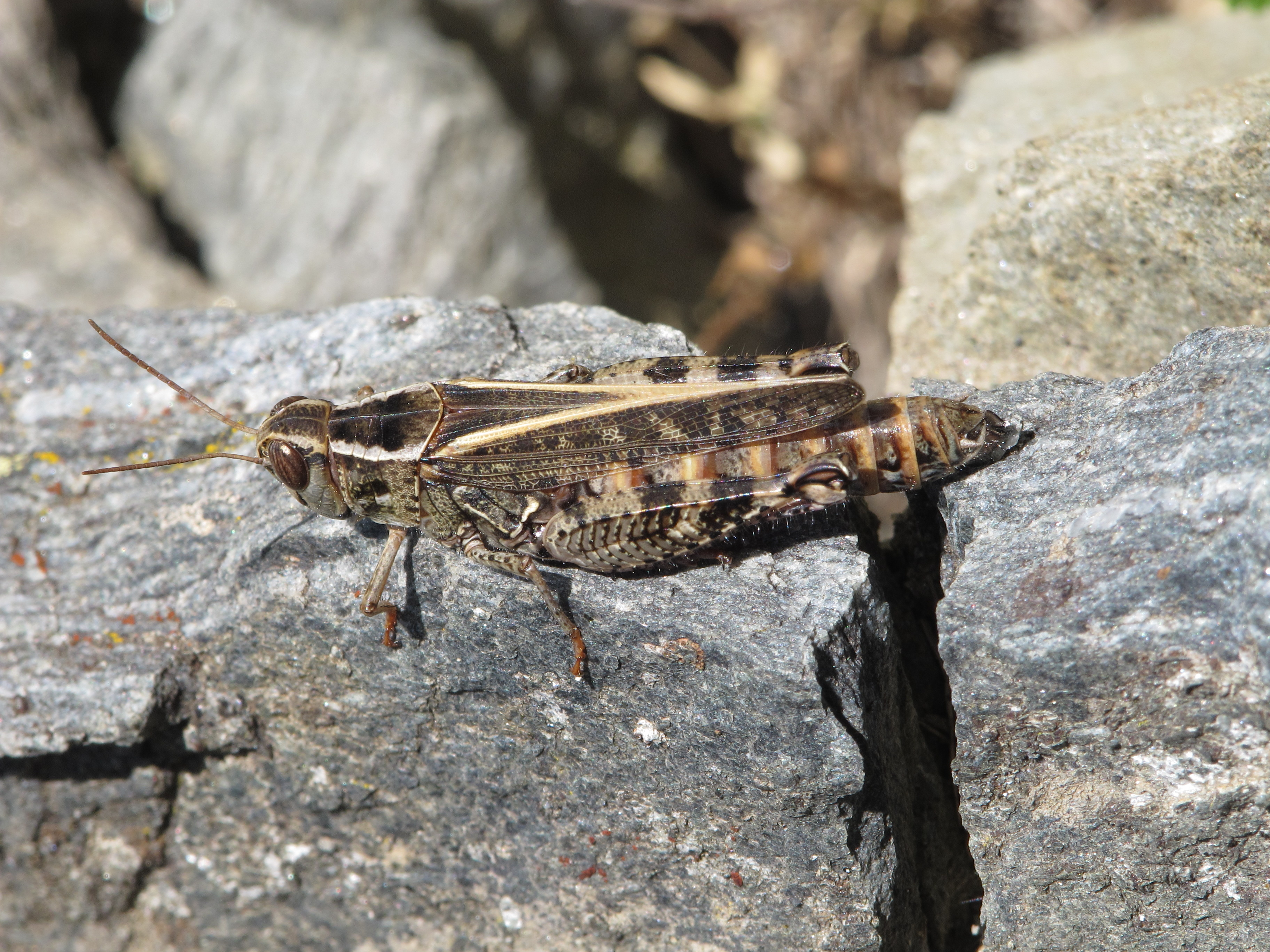
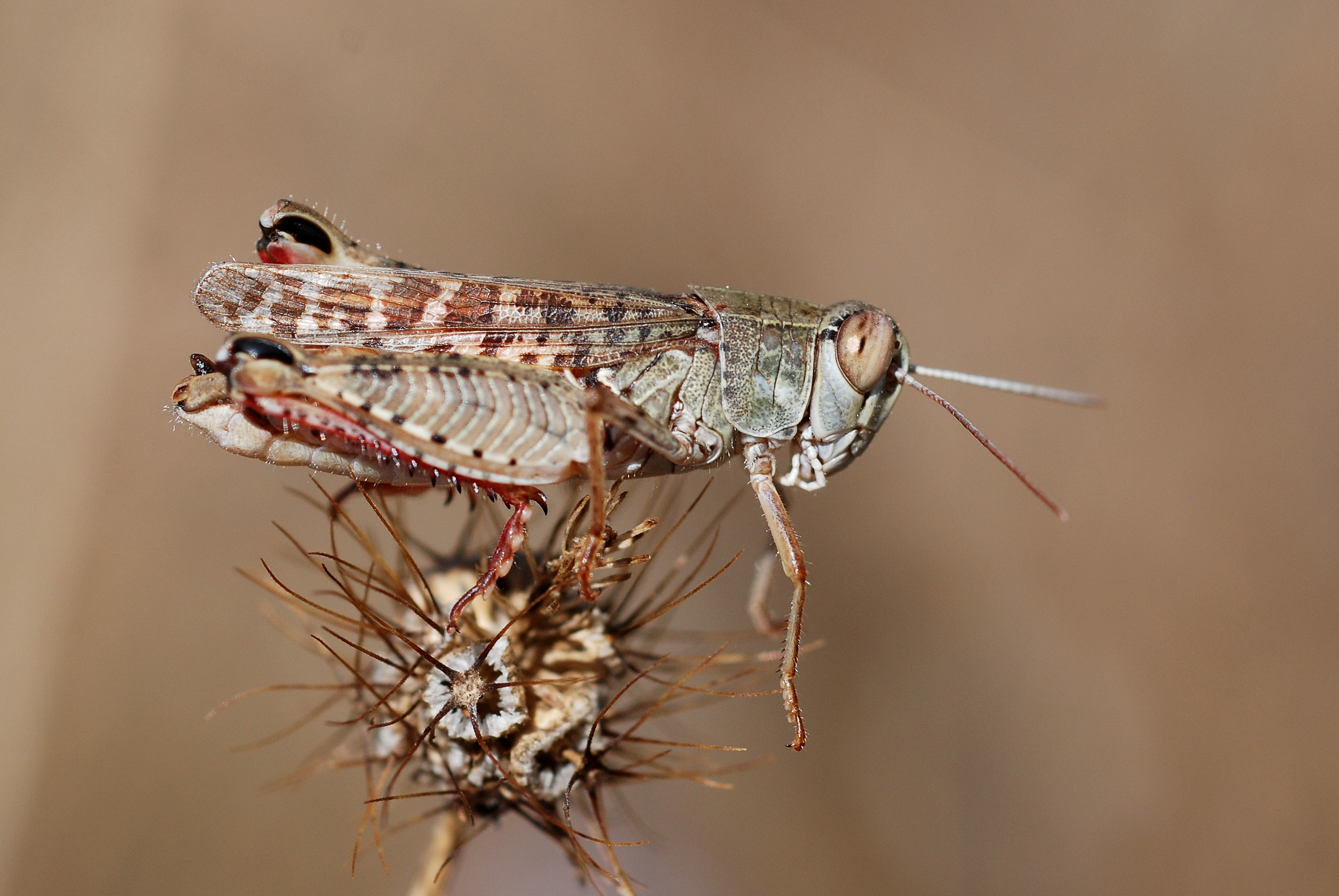
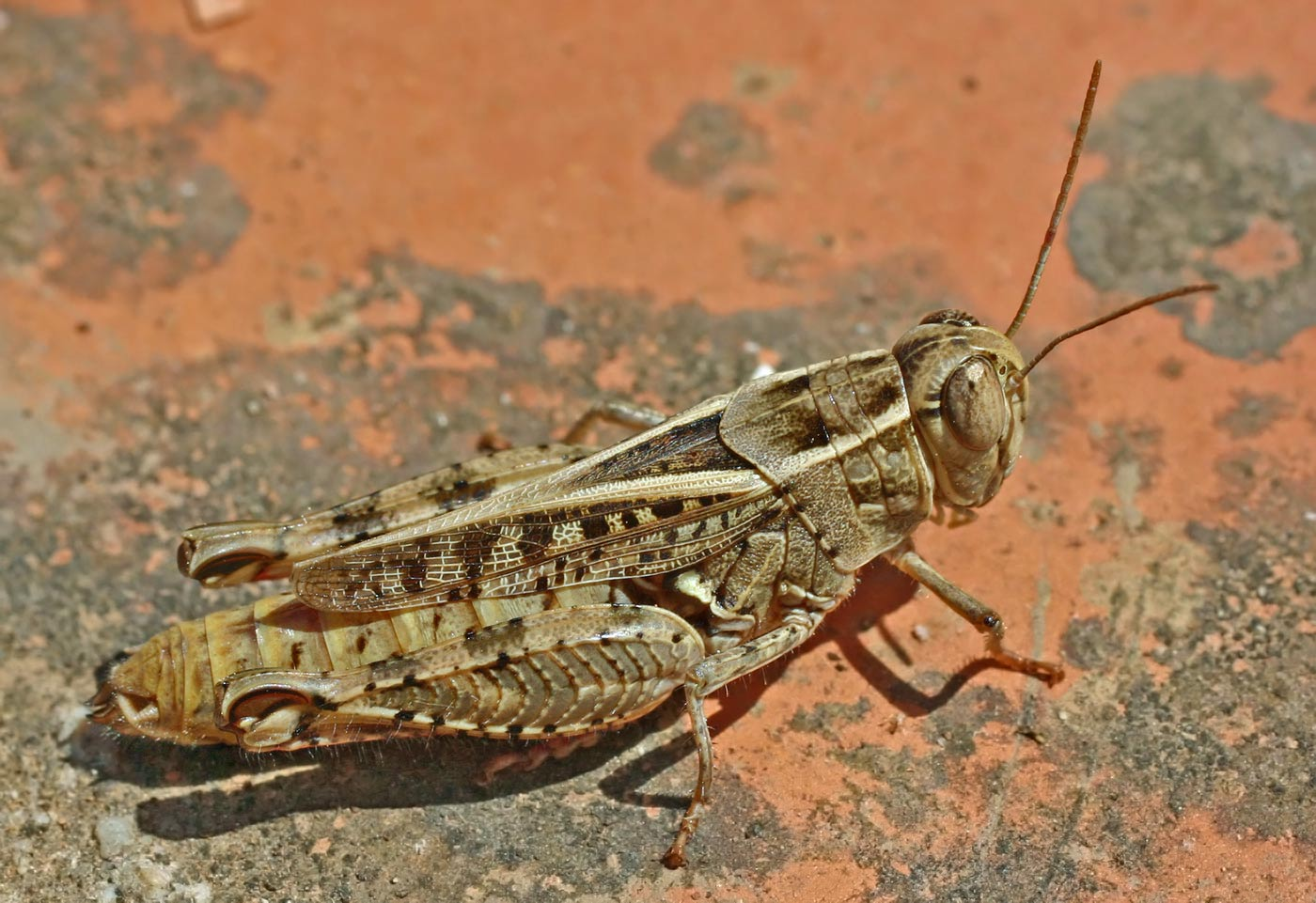
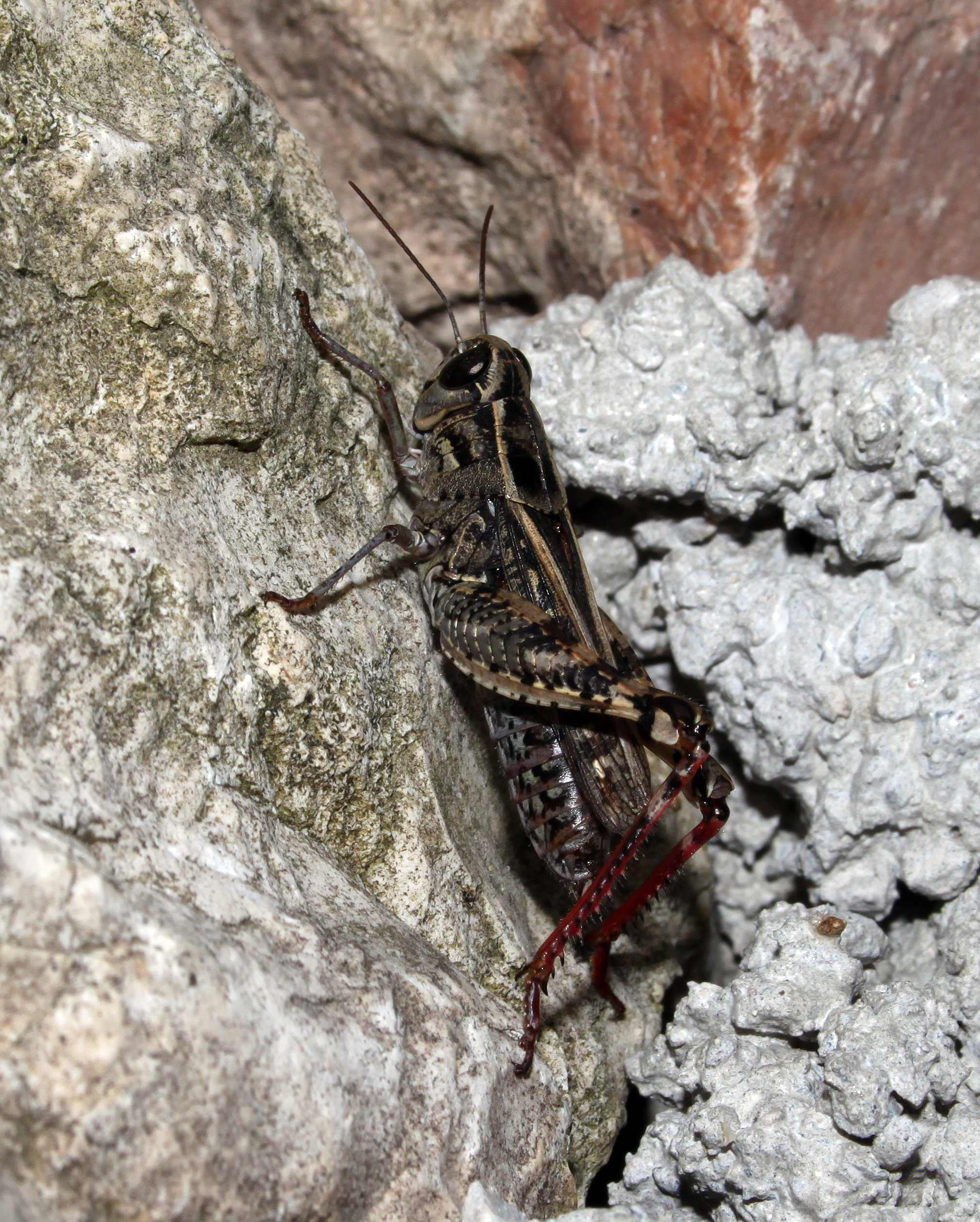